# Hartwig Gauder
Hartwig Gauder, né le 10 novembre 1954 à Vaihingen-sur-l'Enz (Bade-Wurtemberg) et mort le 22 avril 2020 à Erfurt (Thuringe), est un athlète est-allemand, spécialiste de la marche. 
Dans les années 1980 et les années 1990, il était l'un des meilleurs spécialistes sur 50 km.

## Carrière
Ses plus grands succès sont ses titres aux Jeux olympiques d'été de 1980 à Moscou et aux Championnats du monde de 1987. Deux ans plus tôt, il était devenu champion d'Europe sur la même distance.
Hartwig Gauder avait passé sa prime jeunesse dans le Sud de l'Allemagne jusqu'à ce que sa famille déménage à Ilmenau en Thuringe en 1960 parce que sa mère y avait hérité d'une maison. Comme marcheur, il commença sur 20 km, devenant champion de République démocratique allemande en 1975 et en 1976 et établissant un record d'Europe en 1 h 24 min 22 s. Après une septième place aux championnats d'Europe, il monta sur 50 km. Sa victoire à Moscou n'était que sa quatrième course sur cette distance. 
Il manqua les Jeux olympiques d'été de 1984 à Los Angeles à la suite du boycott des pays de l'Est.

## Palmarès

### Jeux olympiques
- Jeux olympiques de 1980 à Moscou ( Union soviétique)
  -  Médaille d'or sur 50 km marche
- Jeux olympiques de 1988 à Séoul ( Corée du Sud)
  -  Médaille de bronze sur 50 km marche
- Jeux olympiques de 1992 à Barcelone ( Espagne)
  - 6e sur 50 km marche

### Championnats du monde d'athlétisme
- Championnats du monde d'athlétisme de 1987 à Rome ( Italie)
  -  Médaille d'or sur 50 km marche

### Championnats d'Europe d'athlétisme
- Championnats d'Europe d'athlétisme de 1978 à Prague ( Tchécoslovaquie)
  - 7e sur 50 km marche
- Championnats d'Europe d'athlétisme de 1982 à Athènes ( Grèce)
  - 4e sur 50 km marche
- Championnats d'Europe d'athlétisme de 1986 à Stuttgart ( Allemagne de l'Ouest)
  -  Médaille d'or sur 50 km marche
- Championnats d'Europe d'athlétisme de 1990 à Split ( Yougoslavie)
  -  Médaille de bronze sur 50 km marche

## Record
- Record d'Europe sur 20 km en 1 h 24 min 22 s le 10 juin 1978 à Londres.